# Proactiva Open Arms
Proactiva Open Arms ist ein Verein in Spanien, der die Seenotrettung von Menschen im Mittelmeer betreibt.

## Gründung und Hintergründe

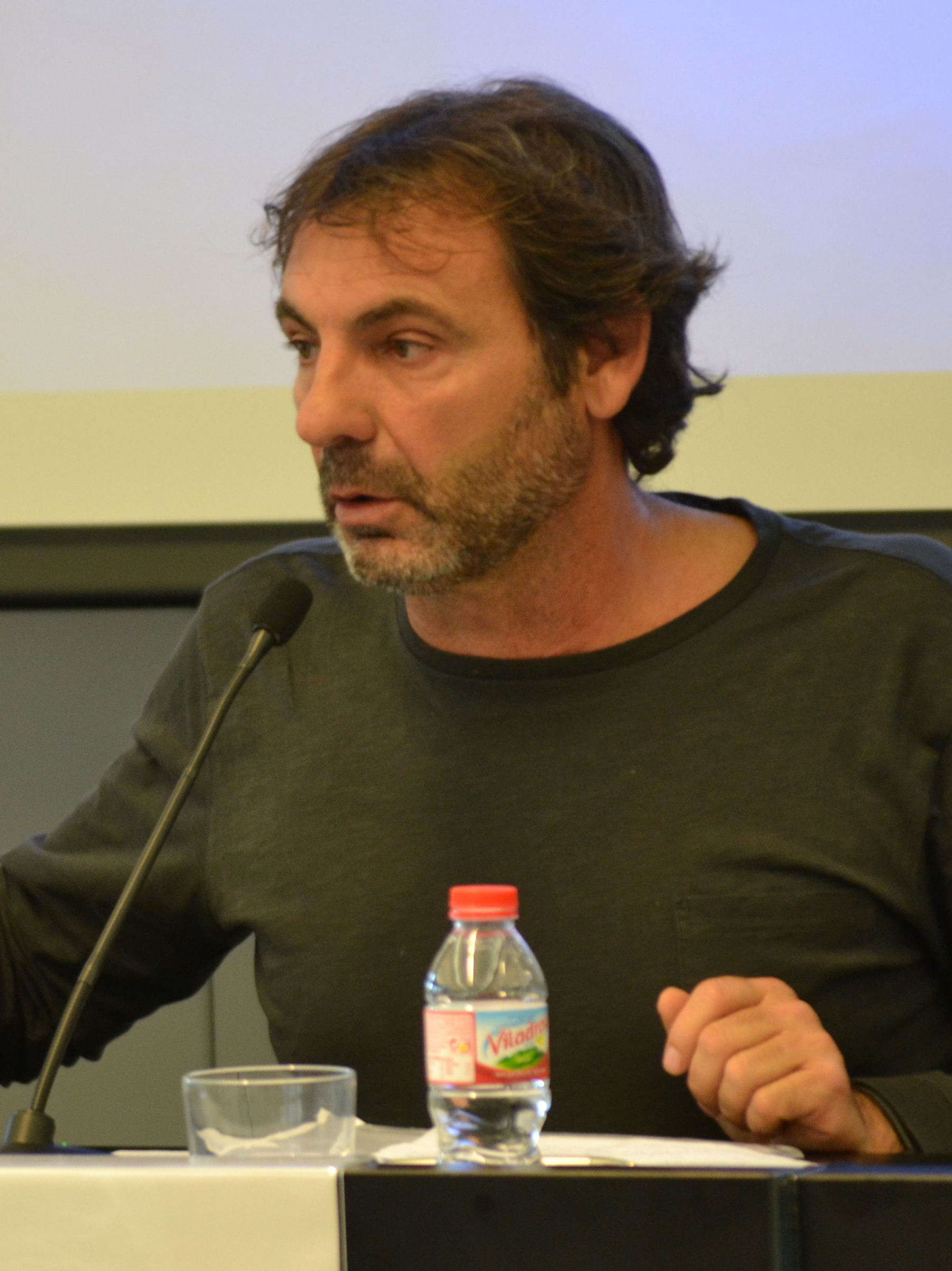
Gründer Òscar Camps, 2017

Òscar Camps war Inhaber der Rettungsfirma Pro-Activa Serveis Aquàtics, als er im Zuge der Flüchtlingskrise 2015 auf eigene Rechnung mit der Rettung von Flüchtlingen vor der Insel Lesbos begann. Kurze Zeit später wurde ihm von einem Human-Rights-Watch-Aktivisten geraten, eine Nichtregierungsorganisation mit einer Präsenz auf einer Crowdfunding-Plattform zu gründen.

## Schiffe und Besatzung
Die Organisation ist auf die Person von Òscar Camps ausgerichtet, andere Helfer werden nach Einschätzungen der Stiftung FENL von 2018 nur mit Vornamen genannt. Zitiert wurde von der Internetpräsenz von „Open Arms“ die Formulierung „(…) Oscar Camps und sein Team von Freiwilligen.“
Die Organisation betreibt bzw. betrieb die Schiffe:
- Open Arms, ein 37 Meter langes Schiff, das im März 2018 19 Besatzungsmitglieder hatte.[4]
- Golfo Azzurro, ein ehemaliger Trawler, der bis Sommer 2017 von der niederländischen Boat Refugee Foundation betrieben wurde.[5]
- Astral, eine 30 Meter lange Segelyacht unter britischer Flagge, die der Gruppe 2016 von einem italienischen Unternehmer geschenkt wurde.[6]
- Open Arms Uno nahm 2022 den Einsatzbetrieb auf. Der vormalige Bohrinselversorger Ocean Spey wurde umgebaut und kann mit vier Festrumpfschlauchbooten einem Hubschrauberlandedeck und einer Besatzung von 31 Helfern bis zu 1000 Schiffbrüchige pro Einsatz retten.[7]

## „Reibereien“ mit Behörden

### 2017
Die Organisation unterzeichnete im August 2017, den Verhaltenskodex für Nichtregierungsorganisationen, den die italienische Regierung ausgearbeitet hatte. Die Aktivisten halten den Vertrag jedoch für rechtlich nicht bindend, insbesondere will die Hilfsorganisation nach einem Bericht vom April 2018 auch weiterhin keine Personen an die libysche Küstenwache übergeben, weil den Geretteten in Libyen Folter droht.
Im August 2017 wurde das Open-Arms-Schiff Golfo Azzurro von der libyschen Küstenwache in internationalen Gewässern bedroht.
Im November 2017 vertrieb die libysche Küstenwache das Open-Arms-Schiff Golfo Azzurro. Nach Angaben der Besatzung hätten die Libyer sie in internationalen Gewässern bedroht und Warnschüsse abgefeuert.

### März 2018

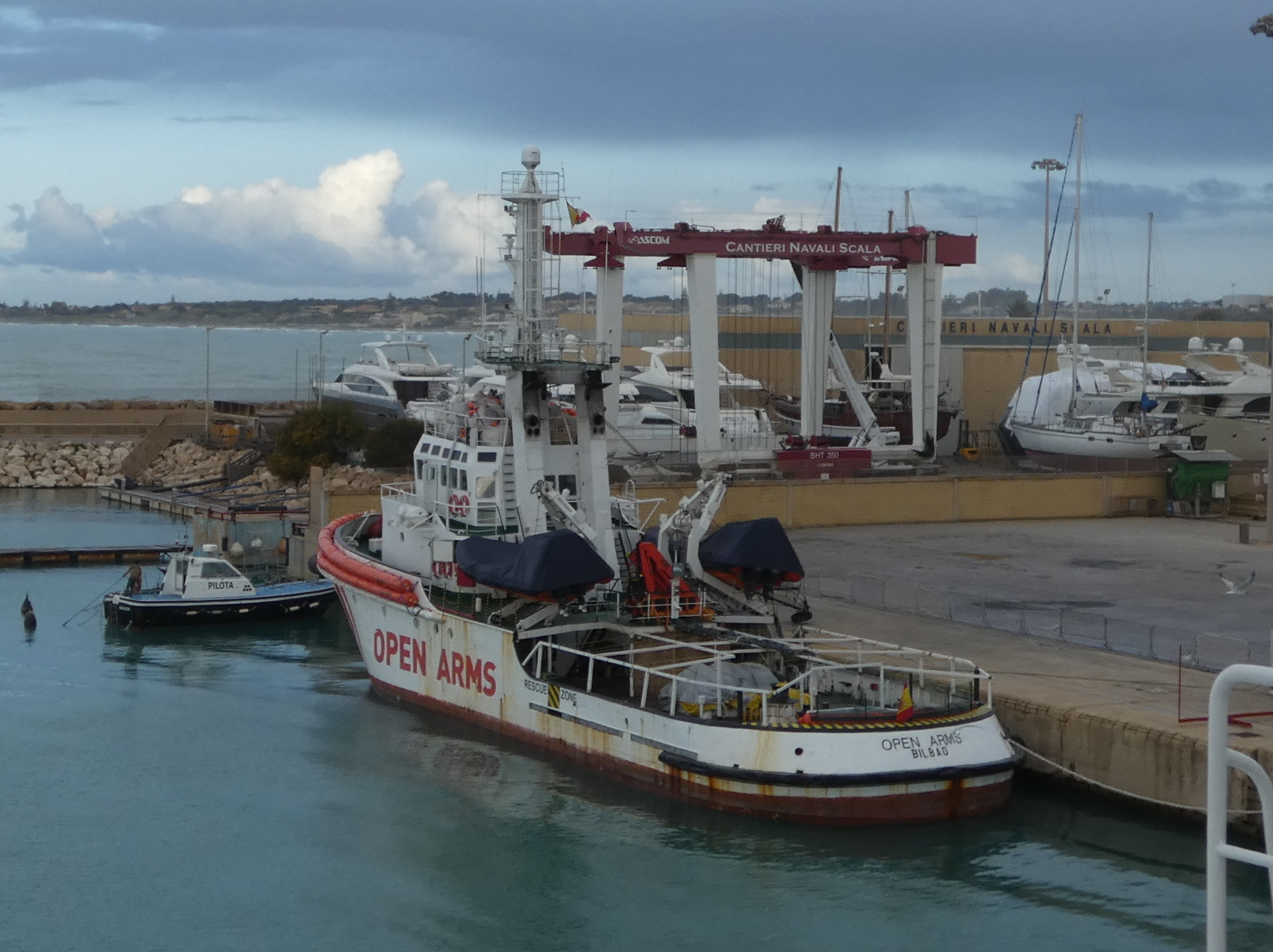
Die Open Arms im März 2018 in Pozzallo

Die Besatzung der Open Arms weigerte sich jedoch, den eingetroffenen Libyern die bereits aufgenommenen Personen zu übergeben. Als das Schiff am 19. März 2018 in Pozzallo auf Sizilien anlegte, wurde es von den italienischen Behörden beschlagnahmt und eine Untersuchung gegen mehrere Besatzungsmitglieder eingeleitet. Daraufhin erklärte eine größere Gruppe von führenden Völkerrechtsexperten, dass Italien seine Politik beenden solle, Lebensretter zu verfolgen, die Menschen aus Seenot an einen sicheren Ort bringen. Das Schiff wurde am 16. April 2018 auf gerichtliche Anordnung wieder freigegeben, da Proactiva richtig gehandelt habe, weil Libyen nicht als sicherer Ort für die Rückführung von Migranten gelte. Die Ermittlungsverfahren gegen den Kapitän und die Missionsleiterin wegen angeblicher Bildung einer kriminellen Vereinigung und Beihilfe zur illegalen Einwanderung wurden durch den Untersuchungsrichter im Mai 2019 eingestellt.

### Mai 2018
Die Astral nahm am 7. Mai 2018 105 Personen auf und wollte sie an die deutlich größere Aquarius der SOS Méditerranée übergeben, die sie nach Italien bringen sollte. Die italienischen Behörden weigerten sich aber die Genehmigung zu erteilen und verwiesen auf das Seerecht, nach dem das Vereinigte Königreich als Flaggenstaat zuerst dem Transfer zustimmen müsse. Die Aktivisten beschrieben das Vorgehen der Behörden als Schikane und verwiesen auf Wetter und die hygienischen Umstände auf der kleinen Astral. Nach zweitägigem Warten auf die Erlaubnis zur Hafeneinfahrt durften die Geretteten von der Aquarius in Italien an Land gebracht werden.

### Juni 2018
Kurz nachdem Italien ein Hafenverbot für die Rettungsschiffe privater Organisationen erlassen hatte, meldete Proactiva Open Arms am 30. Juni 2018 über Twitter man habe 59 Personen gerettet und befinde sich auf dem Weg in einen „sicheren Hafen“. Malta erklärte sich für nicht zuständig und Italien gab bekannt, dem Schiff die Einfahrt in seine Häfen zu verweigern. Nach Angaben einer Reporterin auf dem Schiff habe der Kapitän den Migranten an Bord gesagt, man bringe sie nach Spanien.

### August 2019
Im August 2019 verweigerte der italienische Innenminister Salvini knapp drei Wochen lang, dass das Rettungsschiff mit 83 Migranten an Bord Lampedusa anläuft, obwohl sich zwischenzeitlich europäische Regierungen zur Aufnahme der Menschen bereit erklärt hatten. Proactiva-Gründer Òscar Camps twitterte, dass die Situation an Bord des Schiffes der in libyschen Lagern gleiche. Mehrere Gerettete sprangen ins Meer um das ca. 100 m entfernte Ufer von Lampedusa zu erreichen. Sie wurden von der italienischen Küstenwache gerettet. Das Schiff wurde später durch die italienische Staatsanwaltschaft inspiziert und die Anlandung der Menschen verfügt. Das Schiff wurde für Ermittlungen beschlagnahmt. Es soll wegen des Verdachts auf Amtsmissbrauch und Freiheitsberaubung die Befehlskette geklärt werden, die das Rettungsschiff wochenlang daran hinderte in Lampedusa anzulegen. Die Staatsanwaltschaft wirft Matteo Salvini vor, jenseits seiner Befugnisse die geretteten Migranten auf dem Rettungsschiff festgehalten zu haben. Die Immunität Salvinis wurde Ende Juli 2020 aufgehoben, um einen Prozess in Palermo zu ermöglichen. Unmittelbar nach seiner Eröffnung am 15. September 2021 wurde der Prozess auf den 23. Oktober vertagt.

## Aufbau der Ukrainehilfe
Nach dem Überfall auf die Ukraine leitet Open Arms ein Logistikzentrum in Barcelona für die Ukrainehilfe, richtete einen Luftkorridor gemeinsam mit Solidaire für Kriegsflüchtlinge von Warschau nach Barcelona, Rom und Madrid ein und organisierte Hilfslieferungen in ukrainische Häfen. Damit will man nach Organisationsangaben auch mithelfen die Fluchtursachen anzugehen.

## 2023
Die Aktivisten nahmen am 3. August aus zwei Fahrzeugen zwischen Lampedusa und Chebba insgesamt 70 Migranten auf. Wenig später wurde das Schiff von der italienischen Küstenwache zu nicht weniger als zehn weiteren Einsätzen gerufen, wo mit der Rettungsyacht Astral der Mediterranea Saving Humans und der Küstenwache weitere Migranten aufgenommen wurden. Anschließend befanden sich 264 gerettete Migranten an Bord der Open Arms.

## Gaza Nahrungsmittel-Lieferung 2024
Das Schiff Open Arms war Teil eines aus drei Schiffen bestehenden Hilfskonvois, der Ende März 2024 von Zypern aus zur Küste des Gaza-Streifens aufbrach um der dortigen Bevölkerung Nahrungsmittel zu liefern. Open Arms kooperierte mit der US Hilfsorganisation World Central Kitchen (WCK). WCK baute einen improvisierten Anlandepunkt an der Küste des Gazastreifens. Bei einem Luftangriff am 1. April tötete die IDF versehentlich sieben Mitarbeiter der WCK. Nach dem tödlichen Angriff kehrten die Hilfsschiffe zurück nach Zypern. Laut Zypern hatten sie noch etwa 240 Tonnen Hilfsgüter an Bord, die nicht verteilt worden seien.

## Auszeichnungen
- 2016: Europäischer Bürgerpreis des Europäischen Parlaments[31], H.E.R.O.-Preis der International Maritime Rescue Federation (IMRF)[32]
- 2017: Premios UNICEF Spanien[33], Olof-Palme-Preis[34] und den ALBA/Puffin-Preis für Menschenrechtsaktivisten[35][36]
- 2019: Ehrenmedaille des katalanischen Regionalparlaments für Òscar Camps, gemeinsam mit Carola Rackete. Die Laudatio hielt Pep Guardiola.[37]

## Film
- Migrant rescue boat threatened by Libyan coastguard in international waters, Euronews, Dokumentation zu Zwischenfall im August 2017